# Coke Escovedo
Joseph Thomas "Coke" Escovedo (Los Ángeles, California, 30 de abril de 1941 - Montebello (California) 13 de julio de 1986) fue un percusionista estadounidense, de ascendencia mexicana.

## Historial
Adquirió relevancia cuando se incorporó, en 1969, al grupo de rock latino Santana, grabando con ellos el álbum Santana III.
A comienzos de 1972, Coke formó el grupo Azteca junto con su hermano Pete Escovedo. Esta banda firmó contrato con Columbia Records y editó un álbum homónimo en diciembre de 1972, que alcanzó el puesto #44 en las listas de ventas de R&B, de 1973. Su segundo disco, Pyramid of the Moon, editado en otoño de 1973, por el contrario, no logró entrar en las listas de ventas y, en 1974, Coke dejó la banda. 
En 1975, Coke editó el primero de sus tres discos como solista, llamado simplemente Coke. El segundo disco tuvo una orientación pop (Comin' At Ya!, 1976) y alcanzó el  #37 en las listas de R&B, mientras que el tercero, (Disco Fantasy, 1977) recibió una muy mala acogida en críticas y ventas. No volvió a editar discos bajo su nombre, pero continuó actuando junto a Santana, Herbie Hancock y Sheila E, sobrina suya. Falleció con apenas 45 años.

## Discografía

### Álbumes de estudio
| Año  | Álbum         | posición en las listas | posición en las listas | Sello discográfico |
| Año  | Álbum         | US                     | US R&B                 | Sello discográfico |
| ---- | ------------- | ---------------------- | ---------------------- | ------------------ |
| 1975 | Coke          | 195                    | 44                     | Mercury Records    |
| 1976 | Comin' At Ya! | 190                    | 37                     | Mercury Records    |
| 1977 | Disco Fantasy | 195                    | —                      | Mercury Records    |